# Ардуэн, Бобрэн
Алексис Бобрэн (Бобрен) Ардуэн (фр. Beaubrun Ardouin; 30 октября 1796, Петит-Тру-де-Нип, Нип, Гаити — 30 августа 1865, Порт-о-Пренс, Гаити) — гаитянский историк, политический и общественный деятель, сенатор и дипломат. Вице-президент Гаити (1845—1846). Президент Сената в Гаити.

## Биография
Родился в Южном департаменте Гаити. Европейско-африканского происхождения. Выросший в период революций, не смог получить должного образования, был самоучкой. С молодости интересовался французской литературой, особенно, произведениями Вольтера, Монтескье и Руссо.
Работал типографом (1813), юристом в коллегии адвокатов Порт-о-Пренса, заместителем судьи (1821). Занимался политикой, был правительственным комиссаром в гражданском суде Порт-о-Пренса (1831). Избран членом Палаты депутатов Гаити, в 1832 году стал сенатором. Был Вице-президентом Гаити, избирался Президентом Сената Гаити при президенте Ж. Л. Пьерро.
Участвовал в разработке договоров, ратифицировавших признание независимости нового государства Гаити; обсуждал вопрос о компенсации в сто пятьдесят миллионов франков, которые Гаити должна была заплатить Франции за признание её независимости (1837).
За политическую деятельность после свержения президента Жана Пьера Буайе в 1843 году был заключён в тюрьму.
С 1845 года входил в состав Совета государственных секретарей, осуществлявших исполнительную власть на острове. Занимал кресло Государственного секретаря по вопросам юстиции, народного образования и культов.
В 1848 году был послом Гаити в Париже. Ушёл в отставку после того, как был казнён его брат Шарль-Николя Селиньи Ардуэн. При этом он отказался возвращаться в страну. Вернулся из изгнания лишь после свержения императора Фостена I.
Автор монументального труда «Исследования по истории Гаити» в одиннадцати томах (1853—1865). В историческом труде Ардуэна сделана попытка поместить гаитянскую революцию в контекст других националистических революций на американском континенте, отрицая какие-либо расовые или классовые аспекты. Автор утверждал, что свободные цветные люди были естественными представителями революции, и поэтому Гаити стала независимой.
Брат поэта Кориолана Ардуэна.